# قلعه فهرج
قلعه باستانی فهرج در روستای فهرج در استان یزد قرار دارد. قلعه فهرج مربوط به دوره ی صدر اسلام می‌باشد اما نمای فعلی و تزئینات نمای بنا مربوط به قرن دهم و یازدهم می‌باشد. داخل این قلعه به مرور زمان متحمل فرسایش شده و امکان ریزش آن وجود دارد. این بنا در سال ۸۹ به شماره ثبتی 29987 مورخ 16/11/89در فهرست آثار ملی به ثبت رسید.
تفاوت این قلعه نسبت به قلاع مشابه، ورودی باریک آن و تعداد طبقات آن است که دوسه طبقه ساخته شده است. این قلعه دارای پلانی چهار ضلعی است و چهار برج مدور درچهار گوشه آن قرار دارد. برج‌ها دارای دوطبقه و سوراخ‌هایی برای دیده بانی و نگهبانی از قلعه بوده است.کلیه بناها دارای طاق‌های ضربی باقوس جناغی است و بر بالای دیوارها نیز سوراخ‌هایی وجود دارد که امکان دارد برای دیده‌بانی تعبیه شده باشند.